# 栋瑟夫兰
栋瑟夫兰（法語：Dompcevrin，法語發音：[dɔ̃səvʁɛ̃]）是法国默兹省的一个市镇，属于科梅尔西区。该市镇总面积10.93平方公里，2009年时的人口为344人。

## 人口
栋瑟夫兰人口变化图示